# Collatia

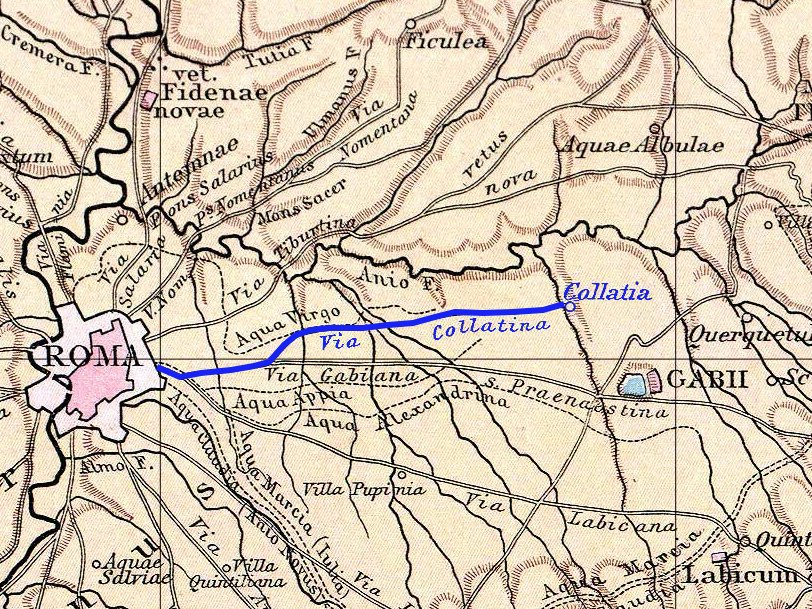
Via Collatina, från Rom till Collatia

Collatia var en liten stad omkring 15 km nordost om Rom. Den är omnämnd i Titus Livius Ab Urbe Condita. Enligt Livius togs staden med sin befolkning och omgivande land från sabinerna av Tarquinius Priscus.
Det är i denna stad som Sextus Tarquinius våldtar sin kusin Lucius Tarquinius Collatinus hustru Lucretia.
Under Ciceros tid hade staden förlorat all betydelse.

## Fotnoter
1. ↑  Titus Livius Ab Urbe Condita Bok 1 KAP 57
2. 1 2  Titus Livius, Ab urbe condita, 1:38